# Ordem Terceira do Carmo

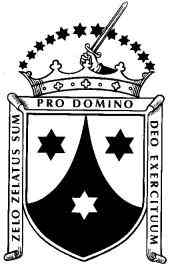
Brasão da Ordem do Carmo e da Ordem Terceira do Carmo.

A Venerável Ordem Terceira do Carmo (ou chamada Ordem dos Terceiros Carmelitas) é um ramo da Ordem do Carmo composto pelo grupo de membros leigos dos Carmelitas da Antiga Observância, os quais encontram-se sempre unidos em comunhão espiritual e fraterna com os frades contemplativos e com as freiras de clausura da sua ordem religiosa.
Este ramo baseia-se, por norma, no carisma carmelita primitivo da Antiga Observância, ainda que partilhe a riqueza espiritual do ramo reformado por Santa Teresa de Ávila e São João da Cruz.

## Origem da Ordem Terceira do Carmo

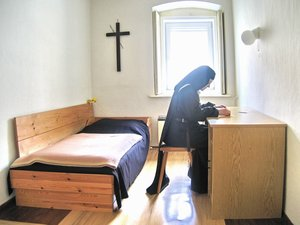
Uma religiosa carmelita na solidão da sua cela, a rezar e a meditar a Bíblia.

A instituição da Ordem Terceira do Carmo, depois também chamada de Venerável (devido ao facto de se tratar da maior ordem religiosa mariana), remonta ao tempo de São Simão Stock que, além de ter sido um importante empreendedor na constituição da Ordem do Carmo, foi quem recebeu das mãos de Nossa Senhora o Seu famoso Escapulário, sob a promessa de divinas graças que seriam concedidas aos seus confrades que o usassem com devoção.
De acordo com a tradição carmelita, Nossa Senhora anunciou-lhe: "Meu filho muito amado: eis o escapulário que será o distintivo da minha Ordem. Aceita-o como um penhor de privilégio, que alcancei para ti e para todos os membros da Ordem do Carmo. Aquele que morrer vestido deste escapulário, estará livre do fogo do inferno". A partir daí, São Simão Sotck passou a difundir, com toda a sua dedicação, esta piedosa devoção mariana pelo mundo inteiro, tendo inclusive sido ele o responsável pelo estender das graças do Escapulário aos leigos, e obtido, por parte da Rainha Celestial, especial protecção na fundação da Irmandade de Nossa Senhora do Carmo (no ano de 1251), acolhendo também os devotos leigos da comunidade e que passaram a participar dos grandes privilégios inerentes ao Escapulário.
É considerado, contudo, como fundador das Irmãs Carmelitas de clausura e da própria Ordem Terceira do Carmo, o Beato João Soreth. Na realidade, tal deve-se ao facto de que, em meados do século XV, apesar dessas comunidades religiosas já existirem, estas viviam sem Regra definida e foi ele quem deu-lhes a devida forma canónica. Foi o Beato João Soreth quem, na primeira pessoa, empreendeu todos os esforços necessários e obteve do Papa a aprovação dos estatutos legais e o reconhecimento da Ordem das Irmãs Carmelitas de clausura e da Ordem Terceira do Carmo (sendo esta última composta maioritariamente por homens e mulheres leigos, mas que estão ligados espiritualmente, e de modo bastante particular, aos restantes membros da Ordem do Carmo).

## Denominações e siglas

### Denominações em latim
Ordo Tertius Beatissimae Mariae Virginis de Monte Carmelo; Ordo Tertius Carmelitarum

### Denominações em português
Ordem Terceira da Bem-Aventurada Virgem Maria do Monte Carmelo; Venerável Ordem Terceira de Nossa Senhora do Monte Carmelo; Venerável Ordem Terceira de Nossa Senhora do Carmo; Venerável Ordem Terceira do Carmo; Ordem Terceira do Carmo; Ordem dos Terceiros Carmelitas; Terceiros Carmelitas.

### As siglas do Ramo Terceiro Carmelita
Este ramo carmelita é reconhecido pelas siglas de "OTC", "VOTC" ou "O.T.Carm." (diferentemente do que acontece com o ramo dos membros leigos dos Carmelitas Descalços).